# Pseuderanthemum potamophilum
Pseuderanthemum potamophilum är en akantusväxtart som beskrevs av Emery Clarence Leonard. Pseuderanthemum potamophilum ingår i släktet Pseuderanthemum och familjen akantusväxter. Inga underarter finns listade i Catalogue of Life.